# Astoria–Ditmars Boulevard (línea Astoria)
Astoria–Ditmars Boulevard es la estación terminal septentrional en la línea Astoria del metro de la Ciudad de Nueva York. Localizada en Ditmars Boulevard y la Calle 31 en el barrio Astoria de Queens, y es servida por los trenes del servicio N (todo el tiempo), y los trenes del servicio W (días de semana).
La estación abrió el 19 de julio de 1917 es una estación de la línea IRT, la BRT (después BMT) y también proveyó un servicio en conjunto. En 1949 el servicio en conjunto dejó de funcionar, dejando a la BMT como la única línea en proveer servicio.

## Conexiones de autobuses
- Q69